# Haage & Partner
A Haage & Partner (röviden: H&P) egy 1995-ben alapított németországi szoftverfejlesztő, -kiadó és szolgáltató cég. Termékei Microsoft Windows és Mac OS operációs rendszerek alá készülnek, de a korábbi években jelentős fejlesztő tevékenységet folytattak AmigaOS alá is. Német nyelvű szoftverhonosítási tevékenységet is folytatnak és elsődleges célországaik: Németország, Ausztria, és Svájc.
A H&P a Commodore International 1994-es csődje után a későbbi Amiga védjegytulajdonosoktól engedélyt kapott az Amiga operációs rendszerének a frissítésére, melyből két kiadás készült 2011-ig AmigaOS néven (AmigaOS 3.5 és 3.9).
Korábbi nagy fejlesztésük a "StormC" Integrált fejlesztői környezet, mely projektmenedzsment, compiler, debugger, linker, run-time és rutinkönyvtár rendszereket is tartalmaz. Ez a fejlesztő rendszer mind a Motorola 68000-, mind pedig a PowerPC-alapú AmigaOS-re megjelent.
Másik jelentős fejlesztésük az Amiga platformra a WarpOS, mely egy többfeladatos rendszermag (multi-tasking kernel) és amelyet a H&P az 1990-es évek végén a 2000-es évek elején hozott létre. A rendszermag a Phase5 hardvergyártó által kifejlesztett, ún. PowerUP gyorsítókártyán futott, mely egyaránt tartalmaz Motorola és PowerPC mikroprocesszort, melyek közös címtéren osztoznak és párhuzamosan működnek.